# Bassin houiller de Karaganda

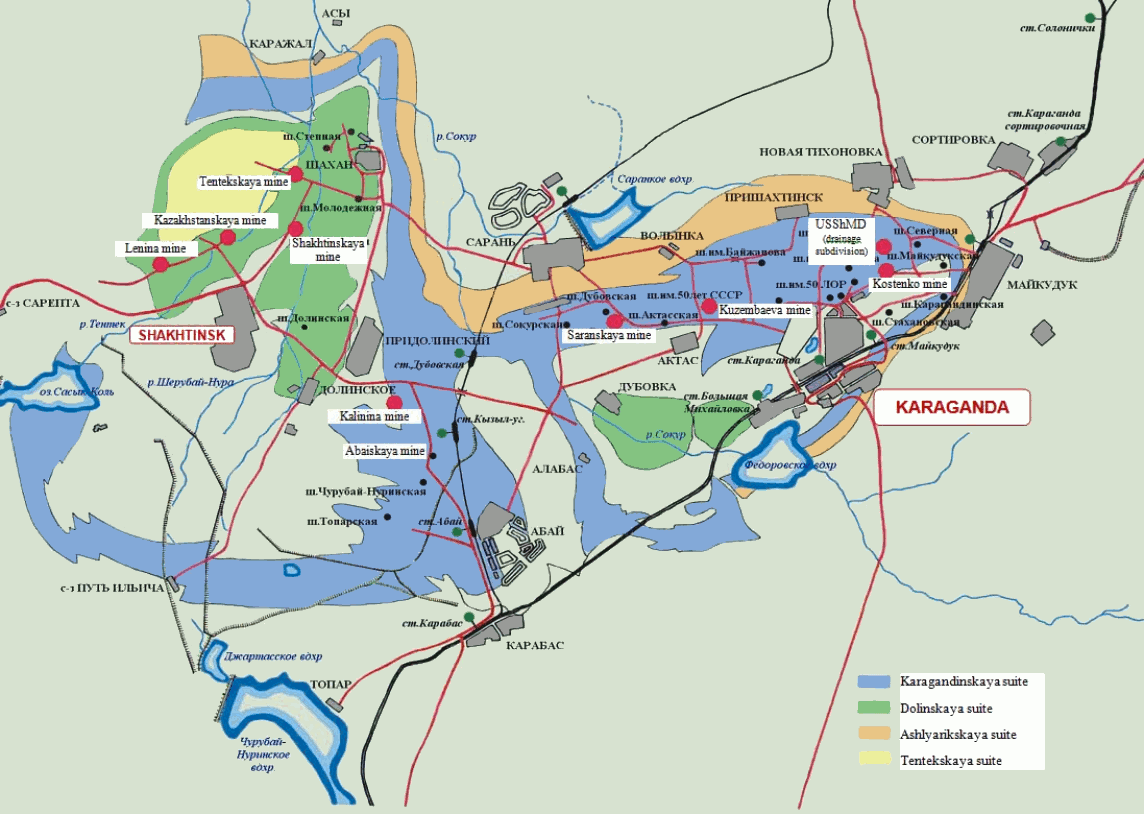
Bassin houiller de Karaganda, et puits de mine.

Le bassin houiller de Karaganda est une formation géologique dans l'oblys de Karaganda, dans le Kazakhstan, dons la houille a été extraite industriellement à partir des années 1930, jusqu'à devenir le 3e centre houiller de l'URSS. Au XXIe siècle, il est le socle de l'industrie lourde kazakhe, en particulier de l'industrie métallurgique.
Découvert à la fin du XIXe siècle, le bassin houiller est exploité de manière artisanale jusqu'en 1930, quand des sondages et des essais démontrent l'importance du gisement et l'excellente aptitude du charbon à la transformation en coke. L'exploitation devient alors intensive, et est encore accélérée par l'invasion allemande en 1941. Alimentant une puissante industrie métallurgique, il subit la dislocation de l'URSS avant d'être progressivement restructuré vers 1996. En 2025, la plupart des mines sont exploitées par Qarmet afin d'alimenter l'usine sidérurgique de Témirtaou, tandis que d'autres sont exploitées par des entreprises de taille relativement modeste.

## Caractéristiques géologiques
Le bassin houiller de Karaganda couvre le nord-ouest de la ville de Karaganda. La superficie totale du bassin est de 3 600 km2, avec une longueur (d'ouest en est) de 120 km et une largeur de 30  à   50 km. Le terrain du bassin est principalement constitué de steppes et de collines dénudées. 
Le secteur du bassin contenant de la houille a une superficie d'environ 2 000 km2 et descend jusqu'à 4 000 m de profondeur. Quatre synclinaux sont remarquables dans le bassin : Tentek, Sherubainur, Karaganda et Verkhnesokursk. Les trois premiers constituent la partie industrielle du bassin et sont étudiés jusqu'à une profondeur de 700  à   1 300 m. Les gisements productifs sont représentés par les séries Ashlyarik (С1), Karaganda (С1), Dolinsk (С2) et Tentek (С2-3), qui contiennent jusqu'à 30 veines de charbon d'une épaisseur totale de 40 mètres.
Le bassin a été formé par des strates du Dévonien supérieur et du carbonifère, avec des formations du Mésozoïque et du Cénozoïque. Du fait de sa configuration, le bassin houiller est divisé en trois secteurs d'exploitation distincts : secteur Karagandinskya (mines Kostenko, Kuzembayeva et Saranskaya), secteur Sherubaya-Nurinskya (mines Abaïskaya et Shakhtinskaya) et secteur Tentekskya (mines Kazakhstanskaya, Lénina et Tentekskaya).
La teneur en cendres du charbon est assez élevée : elle varie de 10 à 35 %, le pourcentage le plus faible se trouvant généralement au sommet de la section. Les charbons les plus répandus sont bitumineux, avec une teneur en matière volatile moyenne pour les couches intermédiares (15  à   20 m³/t à 400–500 m³/t de profondeur) à haute pour les couches plus profondes (22  à   27 m³/t). La mine n°1 Naklonnaya a été la plus profonde du bassin, avec une exploitation descendant jusqu'à 1 750 m sous terre.
Les ressources totales en charbon du bassin, jusqu'à une profondeur de 1 800 m sont estimées à 41,3 milliards de tonnes.

## Histoire

### Genèse (1833 - 1930)
|      | Charbon extrait (kt) |
| ---- | -------------------- |
| 1859 | 1 850                |
| 1860 | 444                  |
| 1861 | 4 979                |
| 1863 | 4 979                |
| 1867 | 4 300                |
| 1867 | 5 300                |
| 1869 | 2 200                |
| 1899 | 5 000                |
| 1900 | 15 000               |
| 1906 | 31 000               |
| 1913 | 72 000               |

La découverte du charbon est datée de 1833, quand un berger découvre qu'une des pierres qui vient de tomber dans son feu de camp se met à brûler.
L'extraction du charbon commence en 1857, lorsque la première mine à ciel ouvert de 4 m de profondeur, la fosse Ivanovskiy, est creusée à l'emplacement de la mine moderne n° 18. Quelques petits puits exploitent les veines connues, mais l'exploitation souterraine est pénalisée par l'absence de bois, qui doit être amené depuis la Sibérie ou l'Oural, à des milliers de kilomètres de là. Ces contraintes font que près de 80 % du charbon accessible ne peut pas être extrait. L'extraction est manuelle, les coûts et les quantités varient dans un rapport de 1 à 5 selon le moment et la configuration du chantier.
En 1871, l'extraction est devenue moins artisanale. Plusieurs veines ont été identifiées. Il y a 11 chantiers d'extraction actifs, dont 7 sont des descenderies. De 1857 à 1887, un total de 302 800 t de charbon sont extraites, soit une moyenne de 10 000 t/an, mais avec d'importantes fluctuations, de 2 000  à   26 000 t/an. En 1886, les mines emploient un peu plus de 200 mineurs. De 1887 à 1889, les mines ne produisent pas. De 1899 to 1914, 620 000 de charbon sont extraites, soit une moyenne de 41 400 t/an.
Le charbon est transporté à dos de chameaux vers l'usine de cuivre de Spasskiy, à 40 km de là. L'isolement et l'absence de moyen de transport rend cette industrie peu rentable. Dans les années 1910, un chemin de fer à voie étroite est construit.
Dans les années 1910, deux puits, Karno (70 m) et Vasil'yevskaya (36 m) assurent l'essentiel de la production. En 1917, la descenderie Dzhimmi (210 m de long) est ouverte.

### L'évaluation du gisement (1930 - 1932)
L'exploration du gisement commence en 1930, avec des sondages qui permettent d'établir une cartographie complète du gisement. Immédiatement, les premiers puits profonds sont foncés : les puits A.M. Gor'kiy (220 m), n° 4 (165 m), n° 4 (100 m) et n° 5 (80 m). Bien qu'un peu de mécanisation apparaît (la mine n° 3 est équipé d'un treuil à vapeur), il s'agit de travaux à vocation autant exploratoire qu'extractive. 
Cependant, les résultats dépassent toutes les espérances : le gisement est bien plus vaste et riche que les estimations les plus optimistes. Les analyses permettent de mieux cerner la qualité du charbon :
- il a une teneur remarquablement basse en soufre (moins de 1 %, et généralement de l'ordre de 0,3 %) et en phosphore (de 0,03 à 0,05 %). Cette qualité est particulièrement appréciée en métallurgie[note 1] ;
- la teneur en stériles, c'est-à-dire en cendre, est assez importante, de 8,6 à 19 %. Or au-delà de 18 % de cendres, un lavage est nécessaire pour une utilisation à la cokerie. C'est le seul handicap du charbon de Karaganda lorsqu'on le compare à celui du Kouzbass ;
- il supporte bien le transport et le stockage long sans s'oxyder[4].

À l'usage, le charbon s'avère excellent pour la valorisation la plus exigeante, la transformation en coke. Plus le charbon est extrait profondément, mieux il est préservé et susceptible de générer un coke de bonne qualité, apte à l'usage dans les hauts fourneaux. Utilisé en mélange avec d'autres charbons, il améliore significativement les propriétés du coke, même s'il amène une plus grande quantité de cendres.

### Industrialisation (1932 - 1941)
En 1932, à la fin du premier plan quinquennal, 8 mines sont opérationnelles. Mais en 1933, seulement 8,3 % du charbon est extrait par des méthodes mécaniques. La mise en service d'une centrale thermique permet d'alimenter des machines d'extraction modernes. En 1935, 53 % du charbon est extrait par des méthodes mécaniques. À la fin de 1936, ce ratio atteint 80 %, puis 90 % en 1937, 95 % en 1938.
Le désenclavement de la région se poursuit. Le premier train arrive à Karaganda en février 1931. Il roule sur une voie ferrée provisoire depuis Akmolinsk. Le 20 décembre 1935, la voie ferrée est prolongée vers le sud jusqu'à Balkhach. Une autre voie ferrée vers l'ouest est construite en novembre 1937.
Les mines sont à peine achevées et équipées de matériel moderne que le mouvement stakhanoviste apparaît, poussant les mineurs à établir des records de productivité. En février 1935, la productivité moyenne d'une haveuse est de 2 100 t/mois. En décembre, elle passe à 4 706 t/mois, puis atteint 5 123 t/mois au premier trimestre 1936 et 6 136 t/mois au deuxième trimestre. En septembre, un an après le début du mouvement, la moyenne atteint 6 800 t/mois. À la fin de l'année 1936, la moyenne du bassin est de 7 200 t/mois. Les meilleurs mineurs sont capables de couper 10 000 t/mois de charbon. Après cet élan, la démarche s'essouffle quelque peu : 6 279 t/mois en 1939, 7 500 t/mois en 1940.
Le nombre de mines continue d'augmenter. En 1938, un puits de grande dimension est inauguré. Déservant 5 fronts de taille, il concentre les techniques les plus modernes du moment : construction en béton et électrification complète, de l'éclairage à la traction des wagonnets. Le travail change de nature, les salaires aussi : même s'ils progressent moins vite que les tonnages, leur évolution reste appréciable. Ainsi, à partir d'une base 100 en 1931, le salaire moyen passe à 212 en 1934, 238 en 1935 et 374 en 1937. Cette industrie impulse aussi un élan démographique qui amène à la création, en 1936, de l'Oblys de Karaganda.
En 1939, le trust (uk) Karagandaugol est le plus productif de tous les trusts du Commissariat du peuple à l'industrie charbonnière. Du charbon de qualité améliorée est proposé aux clients, traité par des lavoirs qui retirent les cendres.

### Pendant la Grande Guerre patriotique (1941 - 1945)
L'Opération Barbarossa est le signal d'un grand déménagement vers l'est des industries russes. Les mineurs qui arrivent apportent avec eux tout le matériel qu'ils ont pu : haveuses, locomotives électriques, marteaux piqueurs, etc. L'Institut minier de Moscou déménage de même hommes et matériels à Karaganda.
Ces forces vives se jettent sur le travail, rationalisant l'exploitation et bricolant les machines pour augmenter la productivité. Les experts s'appliquent à améliorer tous les aspects de l'extraction, afin de vider au maximum les gisements tout en améliorant la qualité du charbon. Les boisages et les ferrailles sont réutilisés, les veines abandonnées sont réouvertes. Les records de production sont pulvérisés, tandis que le charbon est expédié jusqu'à Moscou.
Beaucoup de mines sont créées à ce moment. Bien que de taille moyenne, elles contribuent significativement à l'extraction globale. L'extraction à ciel ouvert est aussi adoptée pour les veines les plus proches de la surface. Ce type d'extraction commence en 1941 avec la fosse n° 1 dédiée à l'extraction de lignite. Une grande fosse, la n° 2, est creusée en 1942, et la n° 4 est mise en service peu après. Ce type d'extraction demande un haut niveau de mécanisation, mais les ateliers se montrent capables de réparer et même construire des machines complexes.
Enfin, le 20 juin 1972, le Trust Karagandaugol est transformé en combinat, les administrations de mines étant elles-mêmes transformées en trust. Puis l'usine sidérurgique de Témirtaou est mise en service le 31 décembre 1944. Elle est alimentée par la centrale thermique Karaganda GRES-1 (ru), brûlant le charbon local.

### L'après-guerre (1945 - 1991)
Le quatrième plan quinquennal (1946-1951) fixe des objectifs extrêmement ambitieux à l'industrie charbonnière. De nouvelles machines et de nouvelles méthodes permettent cependant de dépasser les objectifs. Le bassin de Karaganda est alors le 3e centre d'extraction de la houille de l'URSS, après le Donbass et le Kouzbass.
Les nouvelles mines ne sont dorénavant plus que des puits. Mais le fonçage du puits représente 60 % de la durée d'exploitation d'une houillère. L'optimisation de cette opération, en réalisant simultanément le creusement et le renforcement du puits, avec un personnel polyvalent, permet de raccourcir significativement la durée de fonçage. De même, les boisages, qui imposent d'amener des troncs à des milliers de kilomètres de la mine, sont remplacés par des cadres métalliques, plus rapides à monter. La manutention du charbon se mécanise, comme l'était jusqu'alors l'abbatage. Le personnel nécessaire au fond diminue tandis que la production augmente. Les conditions de travail et les salaires s'améliorent de même.
Les mines à ciel ouvert restent opérationnelles. Au début des années 1950, la fosse n° 4 est mécanisée et devient la mine la plus compétitive du pays : le coût d'extraction du charbon y est de 30 % du coût moyen des autres mines du bassin.

### L'ère capitaliste (depuis 1991)
En 1995, l'usine sidérurgique de Témirtaou, privée de ses débouchés à cause de la dislocation de l'URSS, est en quasi faillite. L'usine est rachetée par Ispat International, propriété de l'homme d'affaires indo-britannique Lakshmi Mittal. Mais celui-ci est bientôt contraint de racheter les mines de charbon qui alimentent l'usine, les mineurs menaçant de stopper l'approvisionnement s'ils n'étaient pas payés. C'est ainsi que les 29 000 mineurs travaillant dans les 15 puits alimentant la cokerie rejoignent en 1996 la galaxie Mittal. Ces 15 mines sont  rapidement réorganisées en 8 puits : Saranskaya, Kuzembaeva, Kazakhstanskaya, Lénina, Shakhtinskaya, Tentekskaya, Kostenko et Abaïskaya. Toutes ces mines profondes sont exploitées en longue taille avec dépilage. Deux lavoirs à charbon (l'un sur le carreau d'une mine et l'autre dans l'usine sidérurgique) retirent les stériles. Le charbon non consommé sur place est exporté, essentiellement vers Kryvorijstal, en Ukraine. 
L'autre débouché des mines est la production électrique. Pour fiabiliser l'alimentation électrique, Mittal est de même contraint d'acheter 2 centrales électriques : la Karaganda CHPP-PVS (ru) et la Karaganda CHPP-2 (ru).

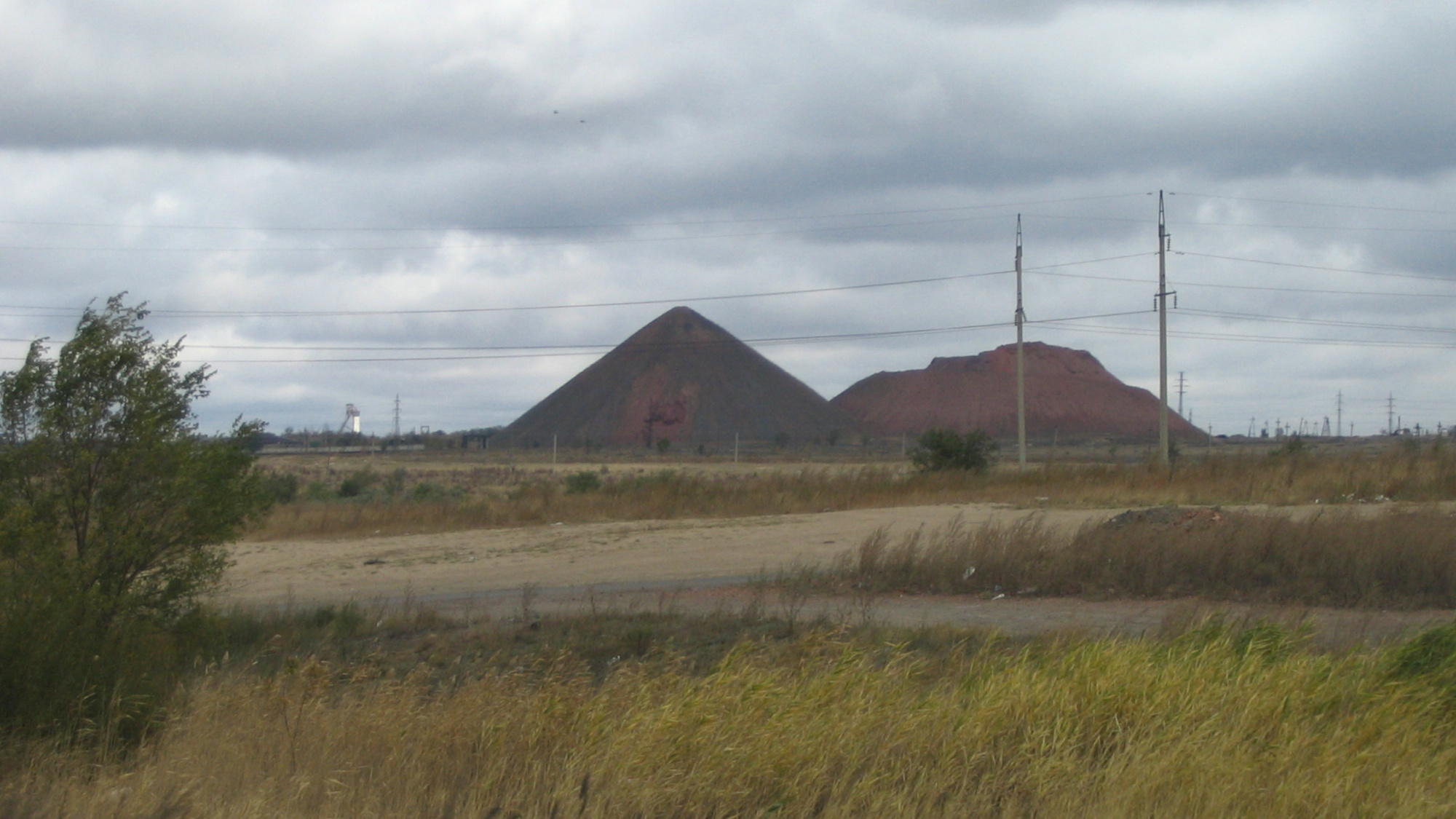
Terril de la mine Stakhanovskaya. En arrière-plan, le chevalement de la mine K. O. Gorbatcheva.
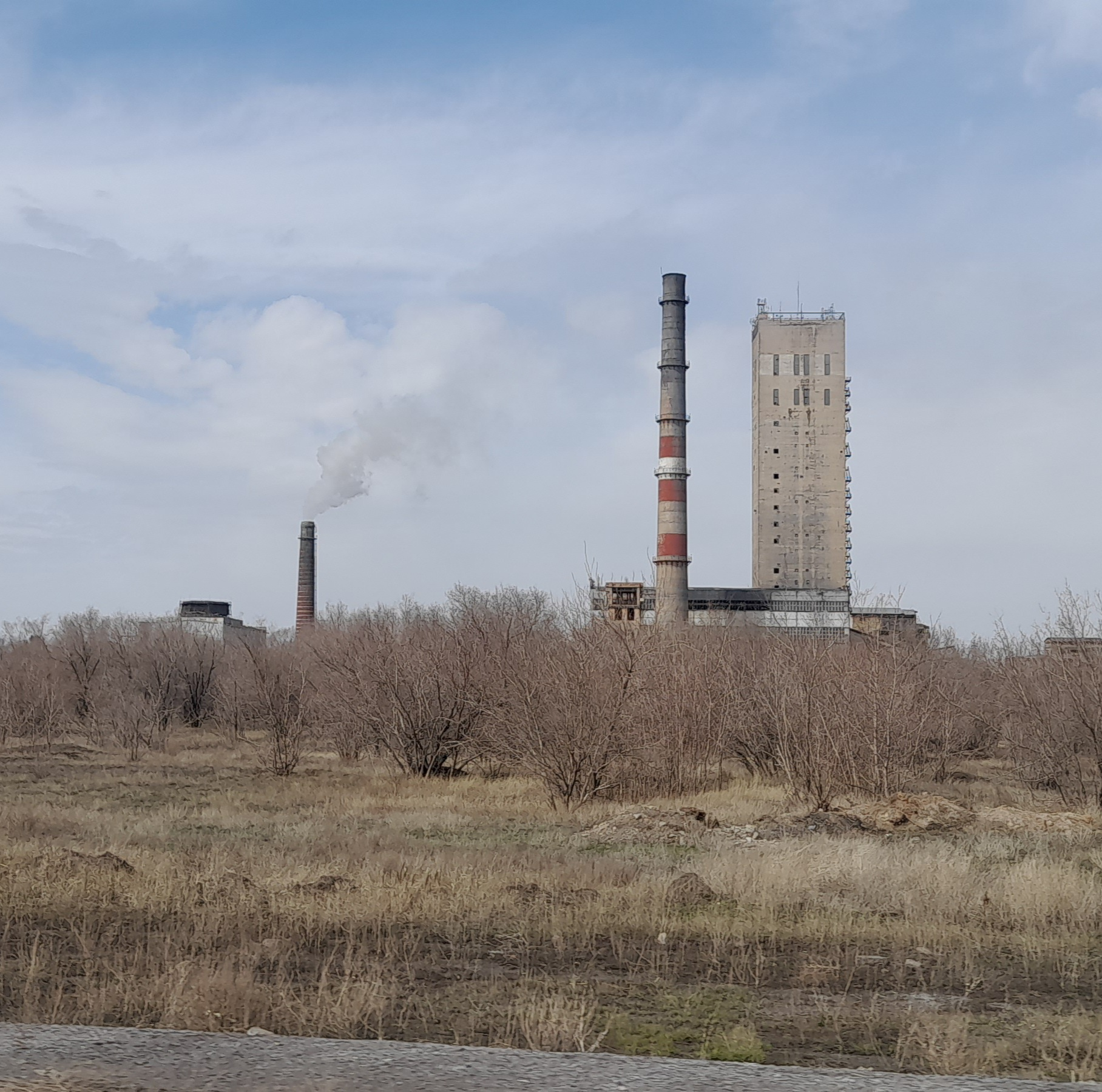
Mine 50-letiya Oktyabrskoy revolyutsii (ru) (50e anniversaire de la Révolution d'Octobre) et centrale Karaganda CHPP-1 (ru)

## Exploitation

### Puits de mines
| | Exploitation            | Nb de puits | Concession | Profondeur                                 | Production                      | Remarques |
| --- | ----------------------- | ----------- | ---------- | ------------------------------------------ | ------------------------------- | --- |
| Kazakhstanskaya (ru) 49° 45′ 03″ N, 72° 33′ 48″ E                                                               | Depuis 1969             | 8           | 30,10 km2  | Puits : 240–815 m Exploitation : 470–640 m | 2,8 Mt en 1973 1,6 Mt en 2011   | Appelée mine n° 1/2 Tentekskaya jusqu'en 1972. Exploitée par Qarmet depuis 2023. |
| V. I. Lénina (ru) 49° 43′ 33″ N, 72° 31′ 09″ E                                                                  | Depuis 1964             | 8           | 10,7 km2   | Puits : 240–828 m Exploitation : 655 m     | 3,1 Mt en 1977 1,1 Mt en 2011   | Appelée mine n° 3 Tentekskaya jusqu'en 1970. Fusionnée avec la mine 1/2 Naklonnaya en 1968. Exploitée par Qarmet depuis 2023. |
| Abaïskaya (ru) 49° 41′ 16″ N, 72° 45′ 29″ E                                                                     | Depuis 1961             | 6           | 34,45 km2  | Puits : 250–490 m Exploitation : 549 m     | 1,45 Mt en 1991 1,15 Mt en 2011 | Appelée mine n° 6/7 Cherubay-Nurinskaya jusqu'en 1971. Fusionnée avec la mine Kalinina en 1996. Exploitée par Qarmet depuis 2023. |
| Tentekskaya (ru) 49° 46′ 56″ N, 72° 35′ 24″ E                                                                   | Depuis 1979             | 7           | 71,47 km2  | Puits : 119–578 m Exploitation : 500 m     | 2,9 Mt en 1988 0,96 Mt en 2011  | Appelée mine n° 8 jusque vers 1971. Exploitée par Qarmet depuis 2023. |
| Saranskaya 49° 46′ 44″ N, 72° 53′ 34″ E                                                                         | Depuis 1955             | 5           | 11,3 km2   |                                            | 1,51 Mt en 2001 1,29 Mt en 2010 | Appelée mine n° 120 jusqu'en 1971. Reconstruite entre 1968 et 1974. Fusionnée avec la mine Sokurskaya en 1997 et avec la mine Aktasskaya en 1998. Exploitée par Qarmet depuis 2023. |
| T. Kuzembaeva (ru) 49° 48′ 28″ N, 72° 57′ 57″ E                                                                 | Depuis 1945             |             |            |                                            | 2,16 Mt en 1975 1,64 Mt en 2010 | Appelée initialement mine n° 64/83. Fusionne avec la mine n° 23 Mikhailovskaya en 1959. Appelée Mikhaïlovskaya en 1971, puis Kuzembaeva en 1982. Fusionnée avec la mine du 50e anniversaire de l'URSS en 1998. Exploitée par Qarmet depuis 2023. |
| Shakhtinskaya 49° 45′ 56″ N, 72° 37′ 13″ E                                                                      | Depuis 1973             |             |            |                                            | 1,67 Mt en 1985 0,90 Mt en 2010 | Appelée mine n° 17-17-bis Cherubay-Nurinskaya jusqu'en 1975. Exploitée par Qarmet depuis 2023 |
| I. A. Kostenko (ru) 49° 51′ 27″ N, 72° 06′ 39″ E                                                                | Depuis 1942             |             |            |                                            | 3,94 Mt en 1984 2,28 Mt en 2010 | Utilisée ponctuellement durant la Seconde Guerre mondiale. Réouverte en 1952 et fusionnée avec la mine 86/87 en 1968. Fusionnée en 1998 avec la mine Stakhanovskaya et appelée Kostenko. Exploitée par Qarmet depuis 2023. |
| Dolinskaya 49° 42′ 39″ N, 72° 39′ 29″ E                                                                         | 1961 - 1996             | 2           |            |                                            |                                 | Créée en 1971 par fusion des mines n° 2 et n° 5 de Cherubay-Nurinskaya. Fermée et démantelée. Concession abandonnée |
| Molodezhnaya 49° 47′ 38″ N, 72° 39′ 23″ E                                                                       | 1962 - ????             | 2           |            |                                            | 1,32 Mt en 1985                 | Appelée mine n° 13 Cherubay-Nurinskaya jusqu'en 1971. Fusionnée avec la mine Stepnaya en 1994. Fermée et démantelée. Concession abandonnée. |
| Stepnaya (ru) 49° 49′ 17″ N, 72° 36′ 44″ E                                                                      | 1964 - ????             | 3           |            |                                            |                                 | Appelée mine n° 14 Cherubay-Nurinskaya jusqu'en 1971. Fusionnée avec la mine Molodezhnaya en 1994. Fermée et démantelée. Concession abandonnée. |
| Toparskaya 49° 36′ 39″ N, 72° 46′ 16″ E                                                                         | 1959 - 1997             | 5           | 4,6 km2    | Puits : 155–600 m                          |                                 | Fusionnée avec la mine n° 2 de Karaganskaya en 1961. Apellée mine n° 1 Cherubay-Nurinskaya jusqu'en 1972. Fusionnée avec la mine de Cherubay-Nurinskaya en 1993. Fermée et démantelée. Concession abandonnée. |
| Cherubay-Nurinskaya 49° 38′ 32″ N, 72° 47′ 46″ E                                                                | 1957 - 1997             | 6           | 10,75 km2  | Puits : 110–350 m                          |                                 | Appelée mine n° 4 Cherubay-Nurinskaya jusqu'en 1972. Reconstruite dans les années 1970. Fusionnée avec la mine Toparskaya en 1993. Fermée et démantelée. Concession abandonnée. |
| Abaïskaya (district 2) 49° 39′ 52″ N, 72° 47′ 49″ E                                                             |                         |             |            |                                            |                                 | Fermée et démantelée. Concession abandonnée. |
| Dubovskaya 49° 46′ 49″ N, 72° 53′ 26″ E                                                                         | 1953 - 1996             | 2           | 18,5 km2   | Puits : 117–299 m                          | 0,53 Mt en 1995                 | Appelée mine n° 107/108 jusqu'en 1971. Fusionnée avec la mine n° 104 en 1970. Fermée et démantelée. |
| 50-letiya Oktyabrskoy revolyutsii (ru) 50e anniversaire de la Révolution d'Octobre 49° 50′ 35″ N, 73° 04′ 53″ E | 1959 - 1999             | 12          | 21 km2     |                                            | 3,19 Mt en 1985                 | Appelée mine n° 22 jusqu'en 1971. Fusionnée avec la mine n° 37 en 1968, et la mine n° 38 en 1970. Fermée. |
| 50-letiya CCCP 50e anniversaire de l'URSS                                                                       | 1963 - 1999             |             |            |                                            |                                 | Appelée mine n° 122 jusqu'en 1972. Fusionnée avec la mine Kuzembaeva en 1998. |
| Stakhanovskaya 49° 50′ 37″ N, 73° 08′ 05″ E                                                                     | 1954 - 1998             |             |            |                                            |                                 | Appelée mine n° 1 jusqu'en 1971. Fusionnée avec la mine Kostenko en 1998. Fermée et démantelée. |
| Severnaya 49° 52′ 45″ N, 73° 07′ 25″ E                                                                          |                         |             |            |                                            |                                 | Fermée et démantelée. |
| Maykudukskaya 49° 52′ 38″ N, 73° 09′ 35″ E                                                                      | 1938 - 1993             |             |            |                                            | 1,35 Mt vers 1992               | Appelée mine n° 33/34 jusqu'en 1971. Fermée et démantelée. |
| Karagandinskaya 49° 51′ 28″ N, 73° 10′ 09″ E                                                                    | 1953 - 199?             | 6           |            |                                            |                                 | Appelée mine n° 35/35bis jusqu'en 1971. Fusionnée avec la mine Kostenko vers 1997. Fermée et démantelée. |
| Sokurskaya | 1952 - 199?             |             |            |                                            |                                 | Appelée mine n° 101 jusqu'en 1971. Fusionnée avec la mine n° 106 en 1970 et avec la mine de Saranskaya en 1997. |
| 31 | 193? - 1975             | 2           |            |                                            | 1,13 Mt en 1959                 | Renommée mine Stakhanovskaya en 1971 (ne pas confondre avec la mine homonyme intégrée dans la mine Kostenko). |
| 105 | 1949 - 1965             |             |            |                                            |                                 | Fermée et démantelée. |
| 104 | 1947 - 1970             |             |            |                                            |                                 | Fusionnée avec la mine n° 107/108 (Dubovskaya) en 1970. |
| 106 | 1948 - 199?             |             |            |                                            |                                 | Fusionnée avec la mine n° 101 (Sokurskaya) en 1970. |
| Shakhanskaya | 1963 - 198?             | 3           |            |                                            |                                 | Appelée mine n° 12 Cherubay-Nurinskaya jusqu'en 1971. Fusionnée avec la mine de Stepnaya en 1980. |
| Aktasskaya | 1958 - 1996 ?           | 5           | 10 km2     | Puits : 248–540 m                          | 0,66 Mt vers 1985               | Appelée mine n° 121 jusqu'en 1971. Fusionnée avec la mine Saranskaya en 1998. |
| Batyr 49° 53′ 01″ N, 73° 07′ 49″ E                                                                              | 19xx - 1961 Depuis 1998 |             |            |                                            |                                 | Fusion des mines n° 18/18bis Osnovnaya fermées en 1961, et Severnaya fermée en 1997. Réouverture des mines 18 et 18bis en 1998. Exploitée par Batyr LLC. |
| Zapadnaya 49° 51′ 12″ N, 73° 02′ 27″ E                                                                          | 1940 - 1965 Depuis 1998 |             |            |                                            |                                 | Fusion des mines n° 50, 51, 52, 54, 83, 17, 17bis, 20 et 20bis fermées dans les années 1960. Réouverture des mines 17bis et 20bis, actives de 1940 à 1965, en 2003. Exploitée par Zapadnaya Mine LLC. |
| Kirovskaya 49° 52′ 25″ N, 73° 03′ 42″ E                                                                         | Depuis 1937             |             |            |                                            |                                 | Fusion des mines n° 19 (ouverte en 1937, nommée Naklonnaya en 1971), 12 (ouverte en 1938), 12bis (ouverte en 1962 par fusion des mines n° 6 et 7 Novaya). Fusion des mines 12 et 12bis pour former la mine Ashlyarikskaya en 1970. Fusion des mines Naklonnaya et Ashlyarikskaya pour former la mine Kirovskaya en 1973. Exploitée par Exim Artis Group. |
| Naklonnaya | 1931 - 1954             |             |            | Exploitation : jusqu'à 1 750 m             | 0,48 Mt vers 1941               | Appelée mine n° 1 jusqu'en 1971, brièvement mine Levon Mirzoyan (ru) de 1936 à 1939. |
| A. Bayzhanova 49° 50′ 49″ N, 73° 00′ 23″ E                                                                      | 1953 - 2015             |             |            |                                            |                                 | Essentiellement connue comme la mine n° 70 jusqu'en 1971, mais a connu de nombreuses dénominations (n° 55 Leninugol, n° 70 Molotovugol, n° 60 Karagandaugol, etc.) de 1942 à 1997. Fermée et inondée, concession détenue par Zapadnaya Mine LLC. |
| K. O. Gorbatcheva 49° 51′ 26″ N, 73° 04′ 53″ E                                                                  | 1939 - 2015             |             |            |                                            |                                 | Appelée mine n° 6/8/9 jusqu'en 1936. Fusionnée avec la mine n° 47 (anciennement mine n° 47/48/49) en 1969. Fusionnée avec la mine n° 31 en 1974. Bâtiments conservés et classés. |
| M. I. Kalinina                                                                                                  | 1961 - 1998             | 3           | 30,10 km2  | Puits : 81–364 m                           |                                 | Appelée mine n° 9 jusqu'en 1962. Fusionnée avec la mine Abaïskaya en 1998. |

### Accidents
Le charbon étant bitumineux, il est cokéfiable : c'est donc un charbon de valeur, particulièrement prisé pour l'alimentation des hauts fourneaux. Le gisement est par contre très grisouteux : la quantité de méthane contenue dans les couches grisouteuse dépasse 15 m3 par tonne de charbon (une teneur en méthane dépassant 15 m3 est considérée comme « exceptionnellement haute »), et peut même atteindre 27 m3 par tonne de charbon. Des teneurs remarquables, comme 29,3 m3 à la mine Dubovskaya, ont motivé le développement de techniques de ventilation et de dégazage spécifiques.
Il est bien sûr très difficile d'évaluer la dangerosité des mines pendant l'ère soviétique : si l'extraction pouvait alors se concentrer sur des veines de charbon plus riches et plus sûres, les autorités n'accordaient ni équipement ni intérêt à la sécurité. Les accidents sont courants, mais les catastrophes semblent soigneusement étouffées. Par exemple, seule la CIA évoque la catastrophe de mars 1953, quand un coup de grisou et un effondrement tuent environ 200 mineurs et en blessent 1 400 autres, générant une émeute des blessés, outrés de constater que leurs familles ne toucheront aucune indemnité pendant leur hospitalisation. De même, aucune victime n'est identifiable dans la mine de Dolinskaya avant 1966 alors que celle-ci, peu mécanisée et réputée pour son exploitation anarchique par la main d'œuvre concentrationnaire du Karlag devait sans doute être particulièrement meurtrière.
Les accidents commencent à être documentés à la toute fin des années 1950 :
| Date et lieu                                            | Accident       | Décès     |
| ------------------------------------------------------- | -------------- | --------- |
| 6 janvier 1958, mine Kostenko                           | Coup de grisou | 7         |
| 16 février 1958, mine Abaïskaya                         | Effondrement   | 6         |
| 9 mai 1958, mine Aktasskaya                             | Innondation    | 9         |
| 2 août 1961, mine n° 18-bis (Batyr)                     | Incendie       | 48 ou 102 |
| 13 juillet 1963, mine Dubovskaya                        | Coup de grisou | 22        |
| 30 juin 1967, mine Karagandinskaya                      | Coup de grisou | 10        |
| 2 août 1968, mine Kuzembaeva                            | Coup de grisou | 16        |
| 12 décembre 1969, mine Aktasskaya                       | Coup de grisou | 5         |
| 4 août 1971, mine Karagandinskaya                       | Coup de grisou | 9         |
| 23 janvier 1975, mine Stakhanovskaya                    | Effondrement   | 5         |
| 13 mai 1975, mine Cherubay-Nurinskaya                   | Coup de grisou | 8         |
| 29 juin 1976, mine Stakhanovskaya                       | Coup de grisou | 8         |
| 20 février 1978, mine Sokurskaya                        | Coup de grisou | 72        |
| 17 octobre 1980, mine Kalinina                          | Coup de grisou | 7         |
| 28 janvier 1983, mine 50-letiya Oktyabrskoy revolyutsii | Coup de grisou | 31        |
| 13 juin 1983, mine 50-letiya Oktyabrskoy revolyutsii    | Coup de grisou | 11        |

Après la chute du communisme, et l'indépendance du Kazakhstan (le 16 décembre 1991), un certain chaos s'installe et ne permet pas d'évaluer l'accidentologie. Mais le suivi de ces événements redevient rapidement exhaustif :
| Date et lieu                         | Accident       | Décès |
| ------------------------------------ | -------------- | ----- |
| 16 mars 1994, mine Aktasskaya        | Asphyxie       | 11,   |
| 7 juillet 1994, mine Kazakhstanskaya | Coup de grisou | 14    |
| 24 novembre 1995, mine Lénina        | Coup de grisou | 13    |
| 5 décembre 2004, mine Lénina         | Coup de grisou | 23    |
| 20 septembre 2006, mine Lénina (ru)  | Coup de grisou | 41    |
| 11 janvier 2008, mine Abaïskaya      | Coup de grisou | 30    |
| 2 juin 2008, mine Tentekskaya        | Coup de grisou | 5     |
| 7 novembre 2021, mine Abaïskaya      | Coup de grisou | 6     |
| 3 novembre 2022, mine Lénina         | Coup de grisou | 5     |
| 17 août 2023, mine Kazakhstanskaya   | Incendie       | 5     |
| 28 octobre 2023, mine Kostenco       | Coup de grisou | 46    |

En juin 1996, les mineurs des mines de charbon de Karaganda ayant menacé de couper l'approvisionnement parce qu'ils n'étaient plus payés, Lakshmi Mittal, qui vient d'acheter l'usine sidérurgique de Témirtaou, est contraint de racheter les 15 mines alimentant son usine  et leurs dépendances afin de régler les salaires des 29 000 ouvriers qui y travaillent. Il réorganise l'extraction autour de 8 puits. Cette restructuration fait disparaitre 8 000 emplois.
Quelques années après, le complexe est restructuré et modernisé. Il est largement bénéficiaire. Le bras droit de Mittal, Malay Mukherjee reconnait fièrement que « le Kazakhstan est devenu notre vache à lait. » L'argent généré va financer — entre autres — l'OPA de Mittal Steel sur Arcelor. Mais quelques mois après la réussite de ce raid boursier, le coup de grisou du 23 septembre 2006 (ru) tue 41 mineurs : le monde ouvrier ne manque pas de faire le rapprochement entre la fortune du propriétaire (qui vient de devenir le 3e homme le plus riche du monde) et la sécurité de ses mines. Une grève générale se propage en quelques semaines aux 8 mines de charbon (Saranskaya, Kuzembaeva, Kazakhstanskaya, Lénina, Shakhtinskaya, Tentekskaya, Kostenko et Abaïskaya). Un deuil national est déclaré. ArcelorMittal lance alors un projet de sécurisation de ses mines, financé par des prêts à la BERD et la SFI de 250  et   100 M$ . 
Mais l'événement a anéanti la bonne image de l'investisseur. En 2008, l'accident de la mine Abaïskaya, qui tue 30 autres mineurs, amène le gouvernement kazakhe à proférer sa première menace : ArcelorMittal doit améliorer les conditions de sécurité ou il perdra sa licence d'exploitation minière.
Cependant, en juin 2023, ArcelorMittal annonce la fermeture de quatre de ses huit mines, invoquant l'épuisement du gisement accessible. Les 18 000 mineurs qui y travaillent accusent le propriétaire d'exploiter le gisement sans préparer l'exploitation future. C'est alors que, le 28 octobre 2023, la catastrophe de la mine de Kostenko, qui tue 46 mineurs, se produit. C'est l'événement de trop. Un nouveau deuil national est déclaré. L'État kazakhe annonce immédiatement sa volonté de chasser ArcelorMittal du pays et ce, dans les plus bref délais. Un mois après, le complexe est racheté par un fonds d'investissement kazakhe. Le nouveau propriétaire est un fonds d'investissement contrôlé par l'État et fondé pour l'occasion, le Qazaqstan Steel Group (QSG), mené par son fondateur Andriy Lavrentiev (ru). L'entreprise prend le nom de Qarmet. Elle annonce un ambitieux plan d'investissement, pour améliorer la sécurité des mines et augmenter la production.